# Dietrich Schade (Domdechant)

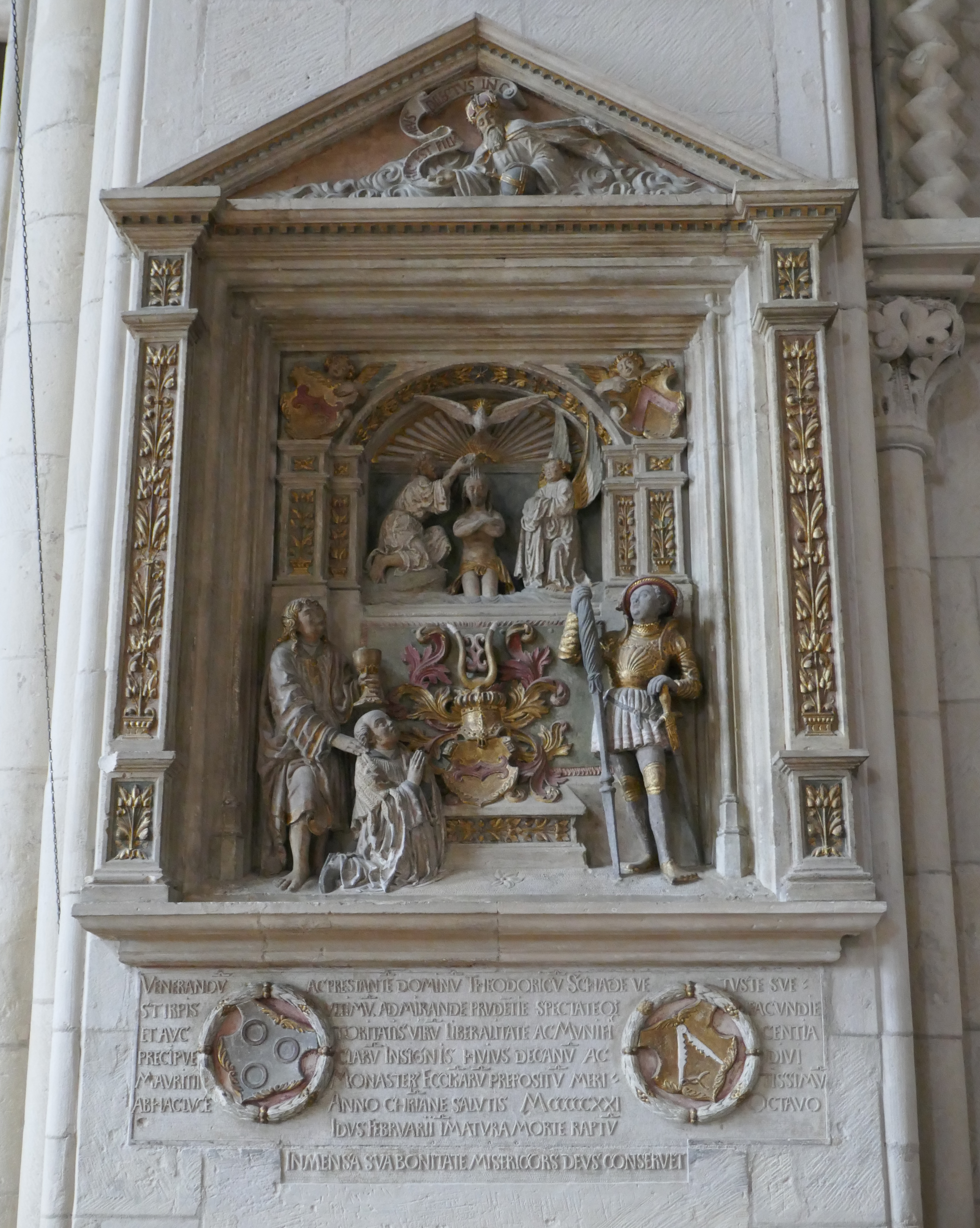
Epitaph im Dom zu Münster

Dietrich Schade (* um 1455; † 6. Februar 1521 in Münster) war Domdechant in Münster.

## Leben

### Herkunft und Familie
Dietrich Schade entstammte dem westfälischen Uradelsgeschlecht Schade und war der Sohn des Dietrich Schade zu Hüsten und dessen Gemahlin Christine von Meschede zu Alme. Seine Schwester Sophia war mit Heidenreich von Plettenberg verheiratet. Deren Sohn Heinrich von Plettenberg war Domscholaster in Münster.

### Wirken
Als Domherr zu Münster wurde Dietrich erstmals am 20. Oktober 1487 erwähnt. In seiner Eigenschaft als Dombursar, am 17. Oktober 1502 dokumentiert, war er für die Wirtschaftsführung im Domkapitel verantwortlich. Seine Wahl zum Propst von St. Mauritz zu Münster fiel in das Jahr 1504. Als Domdechant findet Dietrich erstmals am 4. Februar 1509 Erwähnung. Mit diesem Amt war die Leitung des Domkapitels verbunden.
Dietrich war Archidiakon in Bocholt, Olfen, Lüdinghausen, Senden, Ottmarsbocholt und Vorhelm. Er hinterließ drei Kinder, zwei Söhne und eine Tochter, die mit dem domkapitularischen Richter Dietrich Lauwermann verheiratet war. Nach seinem Tod – er war der letzte seines Geschlechts – erhielt seine Schwester Sophia das Haus Hüsten, welches dadurch in den Besitz der Familie von Plettenberg ging.